# Condado de Appomattox
O Condado de Appomattox é um dos 95 condados do Estado americano de Virgínia. A sede do condado é Appomattox, e sua maior cidade é Appomattox. O condado possui uma área de 864 km² (dos quais 3 km² estão cobertos por água), uma população de 13 705 habitantes, e uma densidade populacional de 16 hab/km² (segundo o censo nacional de 2000). O condado foi fundado em 1845. Em 9 de abril de 1865, o General confederado Robert E. Lee rendeu-se às forças do General Ulysses S. Grant, em Appomattox, próximo ao fim da Guerra Civil Americana.